# Rudi Völler
Rudolf « Rudi » Völler, né le 13 avril 1960 à Hanau, est un footballeur allemand, qui évoluait au poste d'attaquant.
Ce buteur prolifique fut à son époque l'un des cadres majeurs de la sélection allemande qui a remporté la Coupe du monde 1990. En raison de son efficacité et de son caractère à attendre la balle décisive plutôt que de participer au jeu, il était surnommé « Le Renard des Surfaces ». 
Après sa carrière de joueur, il s'est reconverti entraîneur et a notamment été sélectionneur de l'équipe d'Allemagne avec laquelle il a été finaliste lors de la Coupe du monde 2002.
Il est de 2018 à 2022 directeur sportif du Bayer Leverkusen et est nommé au même poste en sélection allemande en début d'année 2023.

## Parcours

### Les débuts
Rudi Völler a fait ses débuts au sein du club Kickers Offenbach dans la Bundesliga Süd, une division régionale allemande en 1977. De 1977 à 1980, il évolue à ce niveau avant de rejoindre les rangs de 1860 Munich qui évolue en Bundesliga 1. Mais le club est relégué à la fin de la saison, et Rudi Völler joue la saison suivante en Bundesliga 2. Il s'y révèle particulièrement prolifique puisqu'il inscrit 37 buts en 37 matchs. 
En 1982, il signe au Werder Brême et rapidement, s'y distingue comme l'un des meilleurs attaquants de la Bundesliga. Meilleur buteur du championnat de RFA 1983, il permet à son club de finir vice-champion de RFA à trois reprises en 1983, 1985 et 1986.

### Les années italiennes
Sa réputation est telle qu'il est courtisé par les grands clubs du championnat italien. Rudi Völler est transféré à l'été 1987 à l'AS Rome, suivant ainsi dans ce championnat les traces de son compatriote Karl-Heinz Rumennige, ancien joueur de l'Inter de Milan de 1984 à 1987. Si sa première saison en Italie est difficile (3 buts), les suivantes seront bien plus prolifiques. Völler quitte ainsi le club romain à l'été 1992 en ayant inscrit 45 buts en championnat, dont 42 lors des saisons 1988-1992.

### Avec l'équipe d'Allemagne
Parallèlement, Rudi Völler est depuis 1982, régulièrement sélectionné en équipe d'Allemagne. Il participe avec brio aux grandes compétitions internationales pour laquelle la Nationalmannschaft s'est qualifiée: l'Euro 1984 (où il inscrit 2 buts), la Coupe du monde 1986 (où il inscrit 3 buts dont 1 en finale contre l'Argentine) et l'Euro 1988 (2 buts inscrits). 
Néanmoins, il lui faudra attendre la Coupe du monde 1990 pour qu'il décroche son premier et unique titre avec la sélection allemande. Associé à Jurgen Klinsmann en attaque, il s'illustre en inscrivant trois buts lors du premier tour mais est expulsé lors des huitièmes de finale, contre les Pays-Bas, à la suite d'une altercation controversée avec Frank Rijkaard. Lors d'une action de match (à la 22e minute), en voulant éviter Hans van Breukelen le gardien néerlandais, Völler plonge dans la surface de réparation. Ce geste provoque la fureur de Van Breukelen qui croit que l'attaquant allemand a plongé pour provoquer un pénalty. Frank Rijkaard, déjà averti pour avoir durement taclé Völler et craché sur lui à de nombreuses reprises, se mêle aux débats et tord l'oreille de Völler. Les deux joueurs seront expulsés sur l'action.
Suspendu pour un match, l'attaquant sera en revanche présent pour les demi-finales contre l'Angleterre et en finale contre l'Argentine. C'est d'ailleurs lui qui provoque le pénalty transformé par Andreas Brehme lors de la victoire 1-0 en finale. 
Cette victoire en coupe du monde consacrera l'apogée de sa carrière en sélection. Bien que retenu pour l'Euro 1992 et la Coupe du monde 1994, il s'y révèlera beaucoup moins brillant que lors des éditions précédentes, rattrapé par l'âge et les blessures. Remplaçant au début de la Coupe du monde 1994, il fera néanmoins une prestation remarquée comme titulaire contre la Belgique en huitième de finale, inscrivant 2 buts.

### Les années marseillaises
En 1992, Rudi Völler émigre en France. Il vient de répondre favorablement à Bernard Tapie, alors président de l'Olympique de Marseille, qui souhaite trouver un successeur expérimenté et efficace de Jean-Pierre Papin, le prolifique avant-centre français qui vient d'être transféré à l'AC Milan. Mission accomplie puisque, épaulé aux avant-postes par le jeune et prometteur attaquant croate Alen Bokšić, il inscrit 18 buts en Championnat de France de Première Division 1992-1993, ce qui ajoutés aux 22 de son coéquipier croate font de ce duo offensif l'un des plus prolifiques d'Europe cette saison-là (40 buts à eux deux). La saison se termine de façon faste pour Völler, puisque l'Olympique de Marseille remporte tout d'abord, le 26 mai 1993, la Ligue des Champions en disposant en finale de l'AC Milan de Fabio Capello, champion d'Italie en titre (1-0 but de Basile Boli) ; puis trois jours plus tard le Championnat de France de Première Division après une victoire 3-1 à domicile sur le rival direct, le Paris-Saint-Germain. Mais à la suite de l'affaire VA-OM qui éclatera un mois plus tard, ce titre ne sera pas homologué par la Ligue Nationale de Football.
En 1993-1994, l'OM dans la tourmente judiciaire et sportive ne peut disputer que les compétitions domestiques (championnat et Coupe de France), et doit se séparer de plusieurs joueurs-clés afin d'éponger un déficit financier lié à sa non-participation européenne. Ainsi, son coéquipier d'attaque Boksic est transféré à l'automne à la Lazio de Rome, remplacé par un jeune brésilien venant du Servette Genève, Sonny Anderson. Bien que moins efficace que la saison précédente (6 buts) Rudi Völler se mettra à la disposition de son nouveau et prometteur partenaire d'attaque, en lui faisant profiter de son expérience et de son jeu de remise, que mettra à profit le brésilien qui marquera but sur but jusqu'à la fin de saison (16 réalisations en 20 matches de championnat 1993-1994 pour Sonny Anderson).
L'Olympique de Marseille relégué administrativement par la Ligue Nationale en fin de saison (à la suite de l'affaire VA-OM), et Völler arrivant en fin de contrat, il retourne à l'été 1994 en Allemagne, finissant ainsi sa carrière au sein du Bayer Leverkusen qui l'enrôle pour deux saisons.

## Parcours d'entraineur
Rudi Völler commence sa carrière d'entraîneur au Bayer Leverkusen.
À l'automne 2000, il est contacté pour diriger la Mannschaft jusqu'à la Coupe du monde 2002. Il signe un contrat avec la Fédération d'Allemagne de football (DFB) en mars 2001.
Après la qualification de l'Allemagne pour le Mondial qu'il mène jusqu'en finale (perdue 2-0 face au Brésil), il est confirmé dans ses fonctions jusqu'en 2006, mais après l'élimination de l'Allemagne dès le premier tour de l'Euro 2004, il présente en juin 2004 sa démission du poste de sélectionneur où il est remplacé par Jürgen Klinsmann.
Il entraîne l'AS Rome, club italien où il a évolué de 1987 à 1992 (inscrivant 45 buts en Serie A) mais le quitte après seulement 25 jours. Il retourne ensuite au Bayer Leverkusen. Directeur sportif de ce club entre 2018 et 2022, il est nommé en janvier 2023 directeur sportif de la sélection allemande en remplacement d'Oliver Bierhoff. En septembre 2023, après le limogeage du sélectionneur de l'Allemagne Hansi Flick et avant la nomination de son remplaçant Julian Nagelsmann, il effectue un intérim à ce poste lors d'un match amical remporté contre la France (2-1).

## Statistiques détaillées par saisons
| Saison                | Club                   | Championnat           | Championnat | Championnat | Coupe(s) nationale(s) | Coupe(s) nationale(s) | Supercoupe | Supercoupe | Compétition(s) continentale(s) | Compétition(s) continentale(s) | Compétition(s) continentale(s) | Allemagne | Allemagne | Total | Total |
| Saison                | Club                   | Division              | M.          | B.          | M.                    | B.                    | M.         | B.         | Comp.                          | M.                             | B.                             | M.        | B.        | M.    | B.    |
| 1977-1978             | Kickers Offenbach      | 2.B                   | 5           | 1           | -                     | -                     | -          | -          | -                              | -                              | -                              | -         | -         | 5     | 1     |
| 1978-1979             | Kickers Offenbach      | 2.B                   | 31          | 11          | 1                     | 2                     | -          | -          | -                              | -                              | -                              | -         | -         | 32    | 13    |
| 1979-1980             | Kickers Offenbach      | 2.B                   | 38          | 7           | 5                     | 2                     | -          | -          | -                              | -                              | -                              | -         | -         | 43    | 9     |
| Sous-total            | Sous-total             | Sous-total            | 74          | 19          | 6                     | 4                     | -          | -          | -                              | -                              | -                              | -         | -         | 80    | 23    |
| 1980-1981             | 1860 Munich            | Bundesliga            | 33          | 9           | 2                     | 1                     | -          | -          | -                              | -                              | -                              | -         | -         | 35    | 10    |
| 1981-1982             | 1860 Munich            | 2.B                   | 37          | 37          | 2                     | 2                     | -          | -          | -                              | -                              | -                              | -         | -         | 39    | 39    |
| Sous-total            | Sous-total             | Sous-total            | 70          | 46          | 4                     | 3                     | -          | -          | -                              | -                              | -                              | -         | -         | 74    | 49    |
| 1982-1983             | Werder Brême           | Bundesliga            | 31          | 23          | 1                     | 2                     | -          | -          | C3                             | 4                              | 5                              | 6         | 1         | 42    | 31    |
| 1983-1984             | Werder Brême           | Bundesliga            | 31          | 18          | 4                     | 1                     | -          | -          | C3                             | 4                              | 0                              | 12        | 10        | 51    | 29    |
| 1984-1985             | Werder Brême           | Bundesliga            | 32          | 25          | 4                     | 1                     | -          | -          | C3                             | 2                              | 0                              | 9         | 3         | 47    | 29    |
| 1985-1986             | Werder Brême           | Bundesliga            | 13          | 9           | 1                     | 1                     | -          | -          | C3                             | 1                              | 0                              | 10        | 7         | 25    | 17    |
| 1986-1987             | Werder Brême           | Bundesliga            | 30          | 22          | 1                     | 0                     | -          | -          | C3                             | 1                              | 0                              | 4         | 1         | 36    | 23    |
| Sous-total            | Sous-total             | Sous-total            | 137         | 97          | 11                    | 5                     | -          | -          | -                              | 12                             | 5                              | 41        | 22        | 201   | 129   |
| 1987-1988             | AS Roma                | Serie A               | 21          | 3           | 7                     | 2                     | -          | -          | -                              | -                              | -                              | 12        | 5         | 40    | 10    |
| 1988-1989             | AS Roma                | Serie A               | 29          | 10          | 7                     | 3                     | -          | -          | C3                             | 6                              | 2                              | 5         | 3         | 47    | 18    |
| 1989-1990             | AS Roma                | Serie A               | 32          | 14          | 6                     | 2                     | -          | -          | -                              | -                              | -                              | 11        | 7         | 49    | 23    |
| 1990-1991             | AS Roma                | Serie A               | 30          | 11          | 10                    | 4                     | -          | -          | C3                             | 12                             | 10                             | 7         | 3         | 59    | 28    |
| 1991-1992             | AS Roma                | Serie A               | 30          | 7           | 3                     | 0                     | 1          | 0          | C2                             | 4                              | 0                              | 8         | 3         | 46    | 10    |
| Sous-total            | Sous-total             | Sous-total            | 142         | 45          | 30                    | 11                    | 1          | 0          | -                              | 22                             | 12                             | 43        | 21        | 238   | 89    |
| 1992-1993             | Olympique de Marseille | Division 1            | 33          | 18          | 3                     | 2                     | -          | -          | C1                             | 8                              | 2                              | 1         | 1         | 45    | 23    |
| 1993-1994             | Olympique de Marseille | Division 1            | 25          | 6           | 4                     | 0                     | -          | -          | -                              | -                              | -                              | 3         | 1         | 32    | 7     |
| Sous-total            | Sous-total             | Sous-total            | 58          | 24          | 7                     | 2                     | -          | -          | -                              | 8                              | 2                              | 4         | 2         | 77    | 30    |
| 1994-1995             | Bayer Leverkusen       | Bundesliga            | 30          | 16          | 1                     | 0                     | -          | -          | C3                             | 3                              | 0                              | 2         | 2         | 36    | 18    |
| 1995-1996             | Bayer Leverkusen       | Bundesliga            | 32          | 10          | 5                     | 3                     | -          | -          | -                              | -                              | -                              | -         | -         | 37    | 13    |
| Sous-total            | Sous-total             | Sous-total            | 62          | 26          | 6                     | 3                     | -          | -          | -                              | 3                              | 0                              | 2         | 2         | 73    | 31    |
| Total sur la carrière | Total sur la carrière  | Total sur la carrière | 542         | 257         | 67                    | 28                    | 1          | 0          | -                              | 45                             | 19                             | 90        | 47        | 745   | 351   |

## Palmarès

### En Club
- Werder Brême :
  - Vice-champion de Bundesliga en 1983, 1985 et 1986.
- AS Roma :
  - Vainqueur de la Coupe d’Italie en 1991.
  - Finaliste de la Coupe UEFA en 1991.
  - Finaliste de la Supercoupe d'Italie en 1991.
- Olympique de Marseille :
  - Vainqueur de la Ligue des champions en 1993.
  - Champion de France en 1993 (titre non attribué)
  - Vice-champion de Division 1 en 1994.

### En Sélection
- Allemagne Espoirs :
  - Finaliste du Championnat d'Europe Espoirs en 1982.
- Allemagne :
  - Vainqueur de la Coupe du Monde en 1990.
  - Finaliste de la Coupe du Monde en 1986.
  - Finaliste du Championnat d'Europe en 1992.

### Entraîneur
- Allemagne
  - Finaliste de la Coupe du monde en 2002.

## Distinctions personnelles
- Élu Footballeur allemand de l'année en 1983
- Élu Meilleur joueur du Championnat d'Europe espoirs en 1982
- Élu Meilleur attaquant de Bundesliga par le magazine allemand "Kicker" en 1983
- Élu Meilleur attaquant de l’année par le magazine allemand "Kicker" en 1985 et 1986
- Élu Goldene K - Idole de l'année par le magazine allemand "Kicker" en 1996
- 4e meilleur buteur de l'histoire de la Mannschaft avec 47 buts
- Meilleur buteur de la Coupe d’Italie en 1991 (4 buts) avec l'AS Roma
- Meilleur buteur de la Coupe UEFA en 1991 (10 buts) avec l'AS Roma
- Meilleur buteur du championnat d’Allemagne en 1983 (23 buts) avec le Werder Brême
- Meilleur buteur du championnat d’Allemagne de deuxième division en 1982 (37 buts) avec le 1860 Munich
- Meilleur passeur de la Ligue des Champions en 1993
- Nommé dans l'équipe type de l'Euro 1984

## Décorations
- Intronisé au Hall of Fame de l'AS Roma en 2014
- Citoyen d'honneur de la ville de Hanau en 2002
- A reçu la Croix de Chevalier de l'ordre du mérite de la République fédérale d'Allemagne en 2002
- A reçu l'Ordre du Mérite de Rhénanie du Nord-Westphalie en 2008
- Élu athlète de l'année de la ville de Brême en 1982 et 1986
- Homme de l'année du football allemand par le magazine allemand "Kicker" en 2000
- A reçu le prix "Egidius Braun" en 2010

## Vie privée
Il épouse en 1995 une Italienne, Sabrina Adducci, avec qui il a deux fils, Kevin Völler-Adducci (né en 1992), qui est footballeur, et Bryan. Il a deux autres enfants, issus de son premier mariage.